# En compagnie des hommes
Pour plus de détails, voir Fiche technique et Distribution.
En compagnie des hommes (In the Company of Men) est un film américano-canadien réalisé par Neil LaBute, sorti en 1997.

## Synopsis
Deux consultants en transit dans un aéroport se désolent d'avoir été quittés par leurs compagnes et décident de profiter de leur prochaine mission pour se venger de la gent féminine. Ils devront séduire une femme ayant renoncé à l'amour, lui sortir le grand jeu, faire renaitre l'espoir pour ensuite la quitter cruellement.

## Fiche technique
- Titre : En compagnie des hommes
- Titre original : In the Company of Men
- Réalisation : Neil LaBute
- Scénario : Neil LaBute
- Production : Mark Archer, Toby Gaff, Mark Hart, Matt Malloy, Stephen Pevner
- Musique : Karel Roessingh et Ken Williams
- Photographie : Tony Hettinger
- Montage : Joel Plotch
- Pays de production :  États-Unis -  Canada
- Format : Couleurs - 1,85:1 - Stéréo
- Genre : Comédie noire
- Durée : 97 minutes
- Date de sortie : 1997

## Distribution
- Aaron Eckhart : Chad
- Stacy Edwards : Christine
- Matt Malloy : Howard
- Michael Martin : Co-travailleur
- Mark Rector : John
- Chris Hayes : Co-travailleur
- Jason Dixie : Interne
- Emily Cline : Suzanne